# Cachantún Cup 2008
Il Cachantún Cup 2008 è stato un torneo di tennis giocato sulla terra rossa.
È stata la 1ª edizione del Cachantún Cup, che fa parte della categoria Tier III nell'ambito del WTA Tour 2008.
Si è giocato a Viña del Mar in Cile, dall'11 al 17 febbraio 2008.

## Campioni

### Singolare
Flavia Pennetta ha battuto in finale  Klára Zakopalová, 6–4, 5–4 retired

### Doppio
Līga Dekmeijere /  Alicja Rosolska hanno battuto in finale  Marija Korytceva /  Julia Schruff, 7–5, 6–3